# Tembés
Os tembés são indígenas brasileiros que formam um subgrupo dos tenetearas.
Habitam o nordeste do estado brasileiro do Pará (nas Terras Indígenas Alto Rio Guamá e Turé-Mariquita) e o noroeste do Maranhão (na Terra Indígena Alto Turiaçu, onde também vivem os awá-guajá e os urubus-caapores).

## Denominação
Os tembés se autodenominam tenetehara, que significa “gente”, “índio verdadeiro”, enquanto tembé, ou sua variante timbé, provavelmente foi designada pelos regionais. De acordo com o linguísta Max Boudin, timbeb significaria "nariz chato".

## Língua
São considerados o ramo ocidental dos tenetehara (o grupo oriental é o guajajara).
Falam o idioma teneteara (dialeto tembé), que pertence à família linguística tupi-guarani e ao tronco linguístico tupi. O teneteara (dialetos guajajara e tembé) conta com quase nove mil falantes, sendo a língua indígena mais falada no Maranhão e no Nordeste, além de ser uma das mais faladas no país.
Aqueles que vivem próximo ao rio Guamá já não falam a língua indígena. Os que vivem na bacia do rio Gurupi falam o idioma tenetehara, o português e também conhecem a língua caapor.

## Localização
Os tembés vivem nas seguintes localidadesː
- Terra Indígena Alto Rio Guamáː na margem esquerda do rio Gurupi;[2] e formado pelos municípios paraenses de Paragominas, Nova Esperança do Piriá, Garrafão do Norte, Santa Luzia do Pará, Capitão Poço, Viseu e Cachoeira do Piriá.
- Terra Indígena Alto Turiaçuː na margem direita do rio Gurupi, onde também vivem os awá-guajás e os urubu-ka´apores;[2]
- TI Turé-Mariquitaː em Tomé-Açu, fica situada na bacia do rio Acará, afluente do Moju, que desemboca no mar um pouco ao sul da foz do Guamá;[2]
- A Reserva Indígena Turé-Mariquita IIː em Tomé-Açu, é contígua à primeira e registrada como reserva indígena pela Fundação Nacional do Índio, com 593 hectares;[3]
- Terra Indígena Tembéː em Tomé-Açu, onde também vivem os turiwaras[4]
- Terra Indígena Marakaxiː em Aurora do Pará, ainda não homologada[5]

## História
Em meados do século XIX, uma parte dos tenetearas dos rios Pindaré e Caru, no Maranhão, migraram na direção do Pará, para os rios Gurupi, Guamá e Capim, dando origem aos hoje conhecidos como Tembé (deixando no Maranhão os Guajajara). 
Na nova localidade, ficaram sob o novo regime indigenista criado em 1845, que estabelecia em que cada província um diretor geral, sob cuja jurisdição ficavam os diretores de aldeia. Trabalhavam na extração do óleo de copaíba, o qual era negociado com os regatões (comerciantes que percorrem os rios de barco) utilizando sistema de aviamento (adiantamento de mercadorias a serem pagas com produtos florestais). Os regatões utilizavam a força de trabalho dos indígenas na busca de ouro, borracha, madeira de lei e como remeiros. Os abusos e extorsões dos regatões culminaram num conflito em 1861, no alto Gurupi, em que sete Tembé mataram nove regionais. 
Entre 1911 e 1929, o SPI criou três postos de atração entre os tembés do rio Gurupi. Com sua a instalação, os tembés foram paulatinamente abandonando as cabeceiras do rio Gurupi e se instalando no curso médio do mesmo rio, tendo trabalhado para o SPI como guias, remeiros, trabalhadores nas roças e na fabricação de farinha. No entanto, o SPI também promoveu na década de 50 a entrada de regionais para trabalhar nas roças do posto, além de estimular o comércio dos índios com os regatões, em razão da falta de cidades próximas e da dificuldade de escoamento da produção agrícola, fornecendo couros de onça, enormes quantidades de jabutis, de aves e resinas diversas.
Em 1945, o SPI instalou o primeiro e único posto na região dos tembés do rio Guamá, os quais já se encontravam sob exploração dos regatões, dedicando-se sobretudo ao corte de madeiras. O posto operava num regime de produção para venda e para o próprio consumo, incentivando os indígenas no trabalho na lavoura, bem como na abertura de uma estrada, nunca concluída, que deveria ligar o Guamá ao Gurupi. Na década de 60, o chefe do posto autorizou a entrada de colonos pelo município de Capitão Poço, o que trouxe uma intensificação dos casamentos interétnicos e do uso da língua portuguesa. 
Na década de 70, já sob domínio da Funai, boa parte da população masculina adulta dos tembés foi levada a trabalhar na obras da Transamazônica, assim como outros grupos indígenas. Tal situação acabou desfalcando as aldeias de elementos masculinos, o que provocou escassez de alimentos com base na carne e no peixe e um esvaziamento das práticas rituais.
Com o abandono do posto da década de 70, a terra indígena foi invadida por empresários, fazendeiros e posseiros. As tentativas de negociações para a retiradas dos invasores foram infrutíferas e a Funai  propôs o loteamento de parte da Terra Indígena para os posseiros em 1978. Auxiliados pelo Conselho Indigenista Missionário (CIMI), da Igreja Católica, os Tembé do rio Guamá fizeram uma reunião com os do Gurupi em 1983, quando foi feito um abaixo-assinado contra a redução da Terra Indígena. A Funai também estimulou a migração dos tembés para o rio Gurupi, mas muitos retornaram após epidemias de malária e sarampo.
A Terra Indígena Alto Rio Guamá (TIARG) foi concedida pelo decreto nº 307 de 21 de março de 1945, no governo do interventor federal General Joaquim de Magalhães Barata. No entanto, o processo de demarcação da terra começou apenas em 1972, tendo sido homologada somente em 1993, após longo período de luta do movimento indígena tembé.
A Terra Indígena Alto Turiaçu foi homologada em 1982. A Terra Indígena Tembé foi homologada em 1991. A Terra Indígena Turé-Mariquita foi homologada em 1991 e Reserva Indígena Turé Mariquita II foi criada em 1996. 

## Atividades econômicas
A base de sua economia é a agricultura. Aqueles que vivem no rio Gurupi tem maior facilidade para o cultivo devido as melhores condições.
Também praticam a caça e a pesca, o comércio de mercadorias extraídas da natureza para a obtenção de produtos industrializados.
No Guamá, também vivem de suas plantações, fazem farinha de mandioca e comercializam banana, arroz e malva.

## Cultura e mitologia
Na mitologia dos tembés, Maíra é o principal herói cultural e o ciclo mítico da criação é o mesmo de vários outros povos tupi-Guaranis.
Maíra criou a mandioca e ensinou os homens a cultivá-la.
Maíra desejou que uma árvore pytywí se transformasse em primeira mulher, para ser sua companheira. Ele viu com ela por um tempo e depois seguiu viagem.
Como ela estava grávida, a criança em seu ventre pedia que ela seguisse o pai. Ela atendeu seu desejo e o filho na barriga a orientava, indicando o caminho que ela deveria seguir e pedia para mãe colher as flores pelas quais passavam  No caminho, a criança indicou a casa de Mykúra. O anfitrião abriu goteiras acima da rede da mulher para que fosse dormir perto dele. Ele a engravidou.
Mairayrá indicou que a mãe deveria seguir pelo caminho das onças pintadas, mas estas a mataram. Uma onça velha decidiu criar os meninos como netos. Mas quando eles cresceram e o jacu lhes contou a verdade, decidiram se vingar das onças. Mairaýra construiu uma ponte atirando flechas de um lado para outro do rio, até que as margens estivessem conectadas. Quando as onças foram atravessar a ponte, o filho de Maíra fez com que a água do igarapé subissem, as onças caíram e foram comidas pelos animais aquáticos. Mairaýra e Mykuraýra decidem procurar Maíra e o encontram.
O fogo estava em posse do urubu-rei. Os tembés decidiram tomá-lo para não precisarem mais secar a carne no sol. Armaram uma tocaia e deixaram uma carniça para atrair os urubus e assim roubar as brasas.
Os tembés acreditam nos piwara, que são espíritos dos animais (em especial os pássaros), responsáveis por complexas regras alimentares, que são observadas particularmente durante os períodos de puberdade, gestação e primeira infância.
O pajé, que corresponde a uma figura intermediária entre os humanos e os sobrenaturais, invoca os espíritos com seus charutos de meio metro (tawari), cantos e maracás.
As mulheres aplicam remédios (feitos de plantas, penas, ossos ou pêlos) naqueles que transgridem de regras alimentares.
O Wiraohavo (Festa da Menina Moça ou do Mingau) é o rito de puberdade de rapazes e moças, que fazia parte da festa do milho, e é também conhecido como festa do moqueado (os guajajaras também realizam a Festa da Menina Moça ou do Moqueado). Ocorre em três fases. 
Na primeira etapa, quando ocorre a primeira menstruação da menina, ela é pintada com jenipapo e deve ficar reclusa por cerca de uma semana, até que saia todo o jenipapo de seu corpo. Na segunda fase, as meninas são pintadas com a "pintura da onça" no rosto (representando a força e a coragem) e a "pintura da lua" (representa o novo ciclo de vida), e é realizado o ritual do mingau (feito de massa de mandioca) preparado e servido pelas meninas, em uma celebração noturna com danças e cantoria. Na terceira fase, é feito o Moqueado, com duração de sete dias de danças e cantorias, no qual as mulheres preparam as caças trazidas pelos homens na semana anterior, e as meninas e os meninos são pintados. No último dia, eles são enfeitados com penas, enquanto as meninas usam saias longas e os meninos uma saia feita de malva. 
No Wiraohavo-i (em que o i indica o diminutivo; o mesmo rito com menor duração e mais simplificado), buscam evitar que a criança adoeça com a introdução de carne na sua dieta. Os pais e tios maternos abatem aves, de preferência o inhambu, para essa festa.

## Ameaças
O povo tembé encontra-se ameaçado pelo desmatamento em suas terras, ações de grileiros, fazendeiros, posseiros e empresários, sendo alvo de ameaças e assassinatos.
Os tembés vivem na região que é a maior produtora de dendê (óleo de palma) no Brasil, sofrendo com os impactos da monocultura, como o uso de agrotóxicos, o desaparecimento de caça, aumento de insetos que acabam com as plantações, os conflitos territoriais e a violência, nos municípios de Tomé-Açu e Acará. As comunidades quilombolas Alto Acará e a Nova Betel também são afetadas.